# سیکلید طاووسی شاهانه زرد
سیکلید طاووسی شاهانه زرد (Aulonocara baenschi)، که به نام طاووس خومو بنگا نیز شناخته می‌شود، گونه ای از سیچلایدهای صخره ای بومی دریاچه مالاوی دریاچه مالاوی است. این گونه به دلیل صید بی‌رویه برای تجارت آکواریوم، تهدید می‌شود.

## پراکنش
طاووس شاهانه زرد تنها گونه بومی صخره ای دریاچه مالاوی است و احتمالاً نخستین بار در نواحی دریاچه غربی مالاوی ثبت شده است.

## ریشه‌شناسی واژه
نام خاص آن به افتخار اولریش بانش (Ulrich Baensch)، مخترع غذای پولکی خشک‌شده ماهی (Tetramin)، و بنیانگذار صنایع تترا است.